# Coup d'État de 1972 au Dahomey
Le coup d'État de 1972 au Dahomey est un coup d'État militaire organisé le 26 octobre 1972 par le major Mathieu Kérékou, qui prend le contrôle de la République du Dahomey et met fin à un système de gouvernement établi à la suite de l'annulation de l'élection présidentielle de 1970, au cours de laquelle trois membres du Conseil présidentiel (en) (Hubert Maga, Justin Ahomadégbé-Tomêtin et Sourou-Migan Apithy) doivent alterner au pouvoir. Ahomadégbé-Tomêtin est le président en fonction au moment du coup d'État.

## Coup d'État
Le coup d'État est lancé par des soldats de la garnison de Ouidah et se produit lors d'une réunion du Conseil présidentiel entre Maga et Ahomadégbé-Tomêtin. Selon les informations recueillies sur place, des soldats arrivent brusquement dans la salle du Cabinet du Palais présidentiel dans la capitale Porto-Novo et commencent à tirer des balles, mais personne n'est blessé. Kérékou conduit la première compagnie armée de soldats à faire irruption dans la réunion, où il déclare la fin du Conseil présidentiel'. Kérékou annonce le coup d'État à la radio nationale (qui deviendra plus tard l'Office de radiodiffusion et télévision du Bénin) en déclarant que le "personnage à trois têtes est vraiment un monstre atteint d'une déficience congénitale... d'une inefficacité notoire et... d'une incompétence impardonnable". Tout comme le coup d'État de 1963 mené par Christophe Soglo, le coup d'État est perçu favorablement par une grande partie de la population du pays. Kérékou s'autoproclame nouveau chef de l'État, nommant des officiers militaires aux différents postes ministériels.

## Conséquences
Les membres du Conseil présidentiel et d’autres personnalités politiques de premier plan sont arrêtés et emprisonnés ou assignés à résidence jusqu’en 1981. Après leur libération de résidence surveillée en 1981, Maga, Ahomadégbé-Tomêtin et Apithy s'installent tous à Paris.

### Changements idéologiques
Kérékou proclame l'adhésion formelle de son gouvernement au marxisme-léninisme le 30 novembre 1974, dans un discours devant une assemblée de notables médusés dans la ville d'Abomey. Il aligne rapidement la politique de Dahomey sur l’Union soviétique et le bloc de l’Est. Finalement, Kérékou proclame la fin de la République du Dahomey et la création de la République populaire du Bénin le 30 novembre 1975, du nom du Royaume du Bénin qui a autrefois prospéré dans la partie centre-sud du Nigeria voisin. Le Parti de la révolution populaire du Bénin (PRPB), conçu comme un parti d'avant-garde, est créé le même jour et est alors le seul parti légal du pays.